# Carl Hartwig Suadicani
Carl Hartwig Suadicani, auch Karl Hartwig Suadicani (* 24. Dezember 1842 in Schleswig; † 14. März 1923 in Lübeck) war ein deutscher Wasserbau-Ingenieur und Geheimer Baurat.

## Leben
Carl Hartwig Suadicani entstammt einer schleswigschen Arztfamilie. Er war ein Sohn des Geheimen Sanitätsrats Carl Ferdinand Suadicani (1806–1891). Carl Ferdinand Suadicani war sein Großvater, Waldemar Suadicani sein Bruder.
Er besuchte bis zu seiner Konfirmation die Realschule in Schleswig, um dann nach einjähriger praktischer Ausbildung in der Maschinenfabrik der Carlshütte bei Rendsburg auf der Realschule in Meiningen und durch Privatstudium der Mathematik seine Vorbildung zu vervollständigen. Seine Fachausbildung erhielt er auf dem Polytechnikum Hannover (heute Gottfried Wilhelm Leibniz Universität Hannover) in einem vierjährigen Studium. Nach einer kurzen Tätigkeit als Zivilingenieur in Schleswig legte er in Kiel die Staatsprüfung als Landmesser ab, da in den Herzogtümern die Tätigkeit des Wasserbauingenieurs mit dem des Landmessers verbunden war. Die Bestallung als Landmesser für Schleswig-Holstein und Lauenburg erhielt er 1865 kurz nach dem Deutsch-Dänischen Krieg durch die damalige österreichisch-preußische gemeinschaftliche Regierung für die Herzogtümer.
Suadicanis erste Anstellung als Wasserbauingenieur war bei den Deich- und Wasserbauten in Husum und Tönning, insbesondere bei den Deichbauten auf Nordstrand. Nach der Vereinigung Schleswig-Holsteins mit Preußen wurde er als Landmesser übernommen, musste aber zur Anstellung als staatlicher Baubeamter noch ein einjähriges Praktikum im Hochbau bei Johannes Otzen in Berlin ableisten. 1870 erhielt er die Befähigung zum preußischen Kreisbaumeister.
Er bearbeitete er für die schleswig-holsteinische Regierung die Entwürfe für den Leuchtturm in Schleimünde und den Hafen in Eckernförde. 1874 wurde er zum Kreisbaumeister in Jork, später in Buxtehude. 1880 wurde er vom Minister der öffentlichen Arbeiten zum Bauinspektor ernannt, 1882 Wasserbauinspektor in Emden.
1886 kam er zurück nach Schleswig; im folgenden Jahr wurde er als Nachfolger von Johann Fülscher Regierungs- und Baurat bei der Regierung der Provinz Schleswig-Holstein. 26 Jahre wirkte er hier, seit 1895 als Geheimer Baurat, bis zu seinem Eintritt in den Ruhestand 1913. Seine besonderes Interesse galt den Landfestmachungs- und Landgewinnungsarbeiten an der Westküste Schleswig-Holsteins. 1894 erstellte er eine häufig zitierte Übersicht des Landgewinns, der im 18. und 19. Jahrhundert an der Westküste Schleswig-Holsteins erzielt worden ist. Als Regierungsvertreter war er auch an der Erbauung des Elbe-Lübeck-Kanals beteiligt. 1895 gehörte er zu den Ehrengästen, die bei der Grundsteinlegung zeremonielle Hammerschläge vollzogen.
Im Ruhestand zog Suadicani nach Lübeck. Er war verheiratet mit der aus Montpellier stammenden Adrienne Margarete, geb. Winter (1860–1953). Beide Söhne des Paares fielen im Ersten Weltkrieg: Hartwig (* 1880) 1915 und Viktor (* 1882) schon 1914. Die Tochter Irmgard (1898–2003) heiratete Friedrich Pfister, die andere Tochter Erna Suadicani blieb unverheiratet und war als Museumsmitarbeiterin in Lübeck tätig.

## Auszeichnungen
- Roter Adler-Orden
  - 4. Klasse (1895)[5]
  - 3. Klasse mit der Schleife (1900)[6], mit Krone (1904)[7]
  - 2. Klasse mit Eichenlaub (1911)[8]
- Medaille in Silber für Verdienste um das Bauwesen (1911)